# NGC 6495
NGC 6495 (другие обозначения — UGC 11034, MCG 3-45-39, ZWG 112.70, ZWG 113.4, NPM1G +18.0527, PGC 61091) — эллиптическая галактика (E) в созвездии Геркулес.
Этот объект входит в число перечисленных в оригинальной редакции «Нового общего каталога».
В галактике вспыхнула сверхновая SN 1998bp типа Ia, её пиковая видимая звездная величина составила 14,8.